# Zeeman-hatás
Zeeman-hatásnak nevezzük azt a jelenséget, amikor a mágneses tér a színképvonalakat két vagy három komponensre bontja fel. A vonalak akkor válnak ketté, amikor a forrás körüli mágneses tér erővonalai a megfigyelő-forrás iránnyal párhuzamosan helyezkednek el. Ha az erővonalak merőlegesen vannak, akkor a vonalak lineárisan polarizálódva háromfelé válnak. Ez az energiaszintek több összetevőre való felosztódásával magyarázható.
Δν = q x H = 4,7 x 10-5 H oersted,
ahol H a mágneses tér intenzitása, Δν pedig az összetevők eltolódását fejezi ki a mágneses tér által nem befolyásolt vonalhoz képest.
A jelenséget a felfedezőjéről, Pieter Zeeman holland fizikusról nevezték el.